# Sterrhochaeta diffidens
Sterrhochaeta diffidens là một loài bướm đêm trong họ Geometridae.